# 安田貞栄
安田 貞栄（やすだ さだえ､ 1917年（大正6年）12月15日 - 1989年（平成元年）11月20日）は、日本の教育者、政治家。鳥取県議会議員、境港市長（第3代）。
元鳥取県議会副議長永井貞録の四男。元米子今井書店社長永井準の実弟。鳥取県議会議員安田優子の実父。

## 経歴

### 生い立ち
鳥取県西伯郡中浜村出身。永井貞録の四男として生まれ、叔母に子供がなかったため安田家の養子となる。実父貞録の「貞」と養父栄の「栄」をとって「貞栄」と命名された。

### 学生時代～教育者として
学期末通信簿を持って帰って、成績が一番になったことを言うと「百姓の跡取りにならなくなるぞ」と叱られた。部落の長老百太郎じいさんは特に説教の名人で「百姓の跡取りは百姓となるべきである。それこそ家を守る子供の務めだ。」と説いた。米子中学校（現在の米子東高校）には行かせてもらえなかった。安田は進学を希望したが、父は県議の肩書をもって米中に乗り込み、安田の願書と「三円九十銭也」の受験料を持ち帰っていた。
1935年米子商蚕学校蚕業科（現在の米子南高校）を卒業し、一町九反の百姓となった。毎日畑に行き、百姓らしい風貌になった。
実家が経営する永井蚕種製造所の原蚕飼育の技師として長兄を助けろといわれ、奥日野に行くことになった。
また弓浜組合製糸に勤めた。弓浜組合製糸は、特約製糸のさく取と横暴に対して、養蚕農家の自衛手段として創設されたもので、組合員の区域は、渡、外江、余子、中浜で組合長は父だった。安田の仕事は事務所で計算係だった。
1938年鳥取県師範学校（後の鳥取大学教育学部）本科卒業。歩兵第40連隊に入営し、短期現役兵として浜坂砂丘で鍛えられる。陸軍伍長で除隊。同年余子尋常高等小学校訓導。1947年誠道中学校教諭。1948年鳥取県教育委員。

### 政治家として
1955年鳥取県議会議員に当選。1978年境港市長に就任（～1989年）。1985年全国市長会副会長。1989年10月26日体調不良のため市長を辞職。同年11月20日、死去。

## 人物像

### 評価

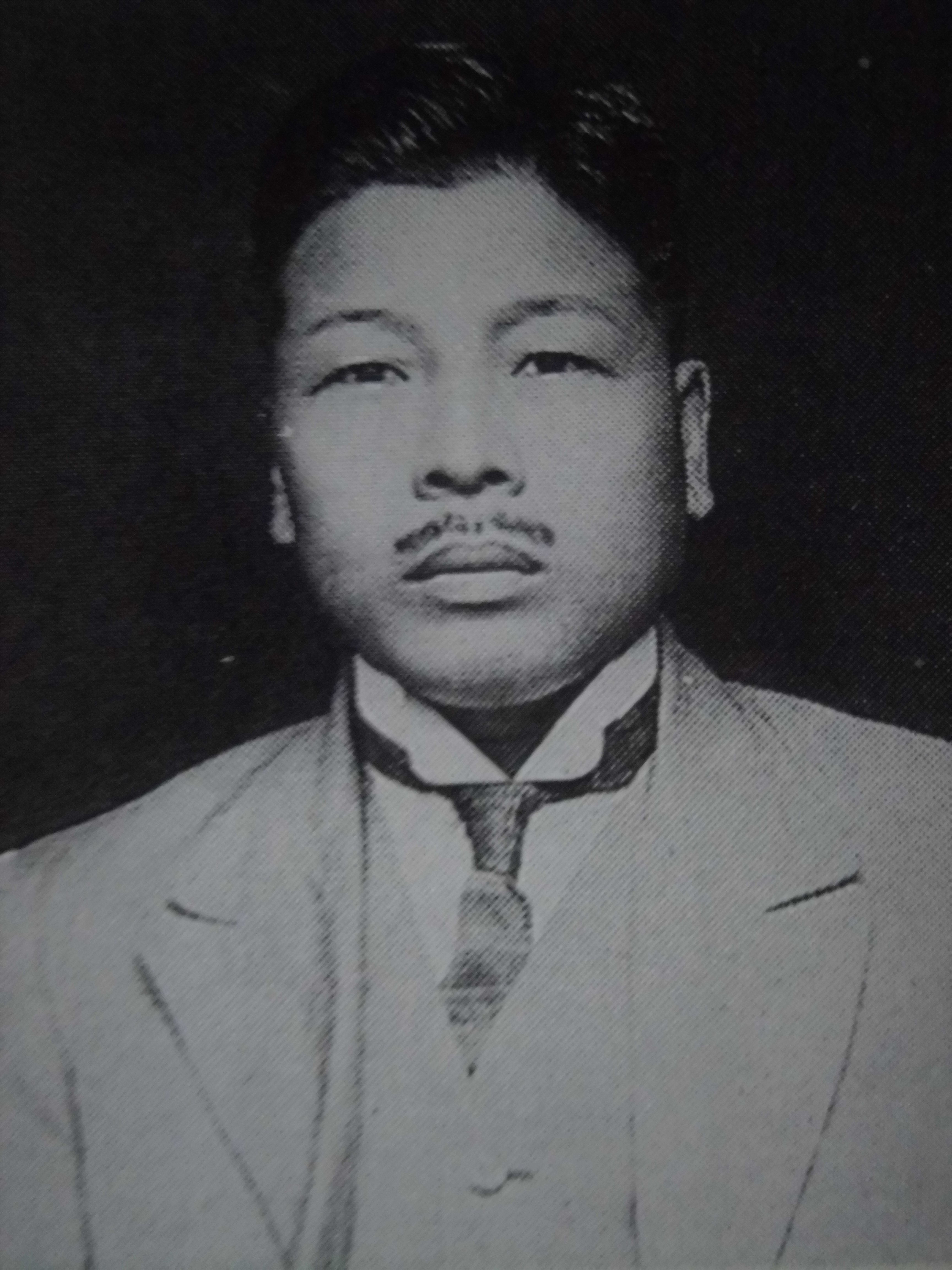
父永井貞録

- 元鳥取県議会議員安田光昭によれば、

「浜の名門永井家から、安田家へ“やしにゃご”にやられた現境港市長・安田貞栄だが、永井家の血は兄の準（米子商工会議所副会頭）よりこの男の方に濃く流れたらしく、教職の進路でもない米子商蚕学校から教育畑に入り、衆望を背負って県教職員組合委員長となり、遂に推されて“県政界にその人あり”と唱われる存在にのし上がった男である。
浜の芋太じゃあるけれど、この男は改良品種のサツマ芋で、県社会党の闘士として、亡き石破知事との心の通いもことさら深く、隣県田部知事も“革新なれどあの男は…”と千葉国体の際、私にそっと漏らされた」という。

## 家族・親族

### 永井家

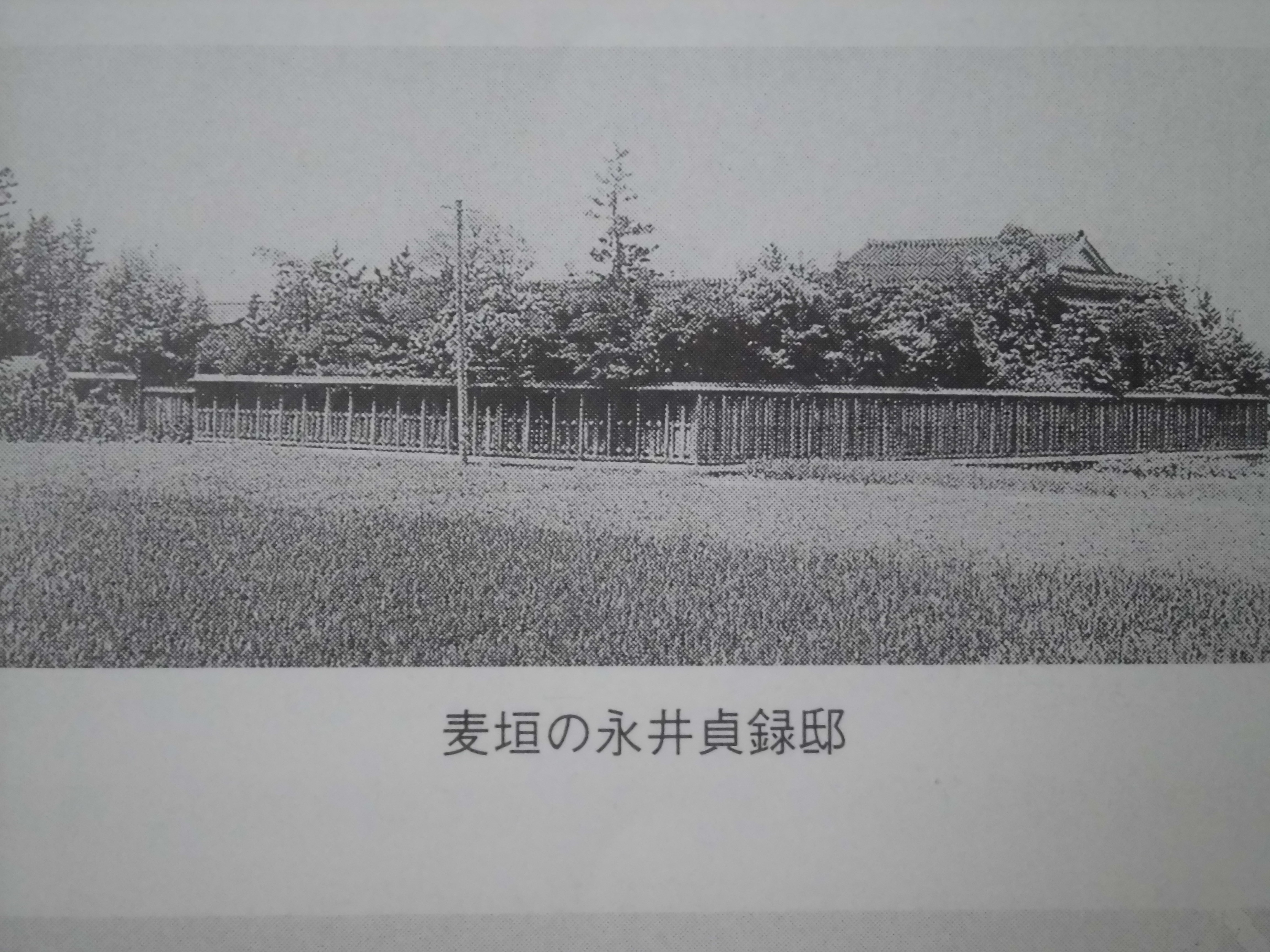

（鳥取県境港市麦垣町）
- 父・貞録[4]（政治家、実業家）

明治20年（1887年）9月生 - 昭和17年（1942年）7月没
旧麦垣集落（現在の鳥取県境港市麦垣町）の大農家に生まれた。昭和2年（1927年）鳥取県議会議員に当選、昭和9年（1934年）副議長となる。七町あった田畑をすべて売ってしまった。世にいう井戸と塀だけが残る“井戸塀政治家”になってしまい親戚から説教されたが、｢七町歩をなくしたが九長を得たよ｣と得意になって肩書きを九つ並べてみせて煙にまいた。大日本蚕糸会からその功績に対して第一種功労賞が贈られている。
- 兄・準[4]（実業家、元米子今井書店社長[4]）ほか

### 安田家
（鳥取県境港市三軒屋町・境港市麦垣町・境港市新屋町）
- 父・栄[4]
- 妻・愛子
- 長男[10]
- 三女・優子[10]（政治家）
- 孫[10]

## 栄典
- 1976年9月29日 - 藍綬褒章[18]
- 1989年12月 - 正五位勲三等瑞宝章[19]

## 著書
- 安田貞栄 『ひとすじに』 昭和59年（1984年）

## 関連人物
- 石破二朗（官僚、政治家）
- 松岡忠男（教育者） - 中浜小時代の恩師
- 竹中栄（政治家） - 余子小時代の同僚として交わり、戦後は教員組合結成のため、同志として助け合った